# La voix du Bon Dieu (singolo)
La voix du Bon Dieu è la title track dell'album d'esordio della cantante canadese Céline Dion, pubblicato nel novembre 1981 in Canada come secondo singolo promozionale. La canzone è stata scritta da Eddy Marnay, uno degli autori storici con cui Céline collaborerà per i prossimi anni.

## Successo commerciale e pubblicazioni
Il 30 novembre 1981 la canzone entrò nella classifica québecchese dei singoli più venduti trascorrendovi tredici settimane e toccando la posizione numero 11. La voix du Bon Dieu fu pubblicato insieme al brano Autour de moi, incluso sul lato B del disco.
Mentre la versione originale della canzone inclusa nell'album omonimo, contiene cori di supporto, la nuova versione è accompagnata dall'intera famiglia Dion e inclusa nell'album Tellement j'ai d'amour .... Una terza versione de La voix du bon Dieu fu realizzata e inserita nell'album Les oiseaux du bonheur, uscito in Francia nel 1984. Questa versione include una registrazione vocale e delle orchestrazioni più morbide.
La seconda versione di La voix du bon Dieu fu inclusa anche nella compilation della Dion del 1986, Les chansons en or e nel greatest hits del 2005, On ne change pas. La terza versione è stata inclusa anche nella raccolta C'est pour vivre del 1997 e nella riedizione dell'album Du soleil au cœur, pubblicata nel 2002.

## Formati e tracce
LP Singolo 7'' (Canada) (Les Disques Super Étoiles Inc.: C-353)
1. La voix du Bon Dieu – 3:16 (Eddy Marnay)
2. Autour de moi – 2:58 (testo: Thérèse Dion – musica: Pierre Alexandre Tremblay)

## Classifiche
| Classifiche (1981) | Posizioni massime raggiunte |
| ------------------ | --------------------------- |
| Québec (ADISQ)     | 11                          |

## Crediti e personale
Personale
- Arrangiato da - Guy St-Onge
- Musica di - Eddy Marnay
- Orchestrato da - Guy St-Onge
- Produttore - René Angélil
- Testi di - Eddy Marnay